# Chiesa di Sant'Eulalia (Bordeaux)
La chiesa di Sant'Eulalia (in francese: Église Sainte-Eulalie de Bordeaux) è un luogo di culto cattolico di Bordeaux, nel dipartimento della Gironda.
Sorta su un luogo di culto del VII secolo, venne costruita nel XIV secolo in stile gotico e successivamente più volte modificata; agli inizi del XX secolo fu ampliata ricostruendo la facciata. È monumento storico di Francia.
All'interno della chiesa si trovano due organi a canne: quello principale fu realizzato da Maille nel 1901 ed ha 56 registri su tre tastiere e pedaliera; quello del coro, di Commaille, risale alla fine del XIX secolo ed ha 18 registri.